# Cal Maginet (Sant Jaume dels Domenys)
|  | Per a altres significats, vegeu «Cal Maginet (el Vendrell)». |

Cal Maginet és un edifici al nucli de Sant Jaume dels Domenys (Baix Penedès), inclòs en l'Inventari del Patrimoni Arquitectònic de Catalunya. Les notícies històriques de l'edifici són molt escasses. Tan sols se sap que la casa fou comprada cap als anys 1940 pel pare de l'actual propietari. Es tracta d'un edifici de tres plantes separades per motllures. Els baixos presenten una porta d'entrada amb llinda rematada per un fris de dibuixos geomètrics. Al costat dret hi ha una finestra reixada rematada també per dibuixos geomètrics. A l'esquerra sembla que hi havia una altra finestra, però ara hi ha una porta. Destaquen les portes de fusta de dos batents de la porta principal, molt malmeses. El pis noble es compon de tres portes balconeres amb barana de pedra, rematades per un fris sostingut per cartel·les i un guarniment de motius geomètrics. La cornisa, molt sobresortida, és sostinguda per sis mènsules. A sobre s'observa una barana de pedra de motius gòtics, rematada als extrems per uns pinacles en forma de pinya, que presenta un cos central de pedra més elevat que la resta de la barana. Darrere la barana i al mig del terrat hi ha una torre rectangular amb merlets.